# Erik Eriksson (författare)
Karl Erik Eriksson, född 21 augusti 1937 i Stockholm, död 2 februari 2021 i Grisslehamn, var en svensk journalist, TV-producent och författare.
Erik Eriksson var son till konstnären Magda Svanbom (1911–1996). Han utbildade sig till folkskollärare och arbetade som lärare i Stockholm 1961–1965. Från 1965 var han verksam som frilansjournalist och från 1968 som redaktör för tidskriften Kommentar. Han arbetade även vid Aftonbladets utrikesredaktion 1969 och 1970–1971 och rapporterade då från Vietnam. Han skrev ett fyrtiotal böcker, bland annat en romanserie om en släkt i Grisslehamn.
Från 1969 producerade Erik Eriksson TV-dokumentärer för TRU, bland andra serien Vi kallar dom u-länder.
År 1972 anställdes han av TV1. Han var inledningsvis reporter vid samhällsmagasinet Fokus och senare 1974–1975 chef för detta. Detta program ersattes 1976 av Studio S, för vilken redaktion Erik Eriksson var medarbetare 1976–1979 och chef 1980–1981. Under åren 1981–1983 arbetade Eriksson för Stockholms-Tidningen. Han var senare medarbetare vid samhällsprogrammet 20:00. Erik Eriksson lämnade Sveriges Television 1996.

## Priser och utmärkelser i urval
- Bokjuryn kategori 14-19 år 1997
- Aniara-priset 2009